# Organisation de la radio et de la télévision arabe syrienne
L'Organisation de la radio et de la télévision arabe syrienne (en arabe : الهيئة العامة للإذاعة والتلفزيون), abrégé en ORTAS, anciennement RTV Syria, puis SRT, est l'organisme public ayant pour mission la tutelle de la radiodiffusion et de la télévision publique en Syrie et dépend du ministère syrien de l'Information. 
Pendant la majeure partie de son existence, l'ORTAS a été l'outil de propagande du régime de Bachar el-Assad jusqu'à ce qu'elle soit reprise par l'opposition syrienne le 8 décembre 2024 en pleine prise de Damas.
Plusieurs chaînes de télévision et stations de radio sont gérées par cette organisation, notamment Syria TV et Damascus Radio. L'ORTAS est un membre actif de l'Union de radiodiffusion des États arabes (ASBU), membre associé de l'Union européenne de radio-télévision (UER) et anciennement membre de l'Organisation internationale de radiodiffusion et de télévision (OIRT).

## Histoire
Le 23 juillet 1960, la Télévision Arabe Syrienne émet pour la première fois depuis l'émetteur du Mont Qassioun, à Damas, elle bénéficia de l'aide technique de ses partenaires égyptiens. De fait, à cette époque, Syrie et Égypte formaient une même fédération, connue sous le nom de République arabe unie. Celle-ci perdura jusqu'en 1961. Le premier directeur de la nouvelle chaîne fut Sabah Qabbani, le demi-frère du poète syrien Nizar Qabbani. Durant les premières années de son existence, la télévision nationale se cantonna à une heure et demie d'émissions quotidiennes, diffusées en noir et blanc.
En 1978, la chaîne nationale introduit la couleur. Son temps d'antenne était alors de dix heures quotidiennes.
Jusqu'en 2012, l'ORTAS comprenait trois chaînes de télévision : deux d'entre elles émettaient par voie hertzienne, la troisième étant une version satellitaire diffusée sur les satellites Arabsat (pour le Moyen-Orient) et Hot Bird (pour l'Europe). Celle-ci émet depuis 1996, et reprend l'essentiel des programmes de deux premières, à savoir des émissions de débats, des variétés arabes, des séries et des bulletins d'information. Elle émet désormais 24 heures sur 24.
Le 5 septembre 2012, sur demande de la Ligue arabe, la diffusion des chaînes de la télévision syrienne est interrompue sur Arabsat et Nilesat, y compris Syrian TV. Les émissions de Syrian TV et de Syrian Drama TV sont interrompues sur Hot Bird le 22 octobre 2012. 
Mi-2018, le passage à la télévision numérique (DVB-T) en Syrie est relancé dans les gouvernorats de Damas, Daraa, As Suwayda, Rif Dimashq, Tartus, Lattaquié, Quneitra et Hama, mais il n'y a toujours pas de date pour une déconnexion analogique.
Le 8 décembre 2024, la télévision nationale décide de diffuser en boucle des images d'archives, avant que l'Observatoire syrien des droits de l'homme confirme que les forces de l'opposition syrienne ont réussi à s'emparer de plusieurs installations stratégiques à Damas, dont le bâtiment du média d'État, l'ORTAS,. Un groupe de neuf personnes à l'écran apparaît ensuite à l'écran, annonçant « la libération de la ville de Damas et la chute du tyran Bachar al-Assad » selon l'Agence France-Presse.

## Activités

### Télévision
Syrian TV ou la Télévision Syrienne (en arabe : التلفزيون العربي السوري), anciennement Syrian Satellite Channel, est le nom de la principale chaîne de télévision publique syrienne. Fondée en 1995, cette chaîne de télévision dépend de l'ORTAS.
La station de télévision est basée à Damas, en Syrie, depuis juillet 1960. La chaîne diffuse des programmes en arabe, en anglais et en français. La première chaîne de l'ORTAS (Channel 1) a diffusé en noir et blanc jusqu'en 1978. Elle a été fermée en 2012 par le régime. La deuxième chaîne de l'ORTAS (Channel 2) a été lancée en 1985 (arrêtée en 2012 en raison de la guerre civile) 
En 1996, la chaîne satellite Syrian Satellite Channel a commencé à émettre. Elle est devenue depuis Syrian TV et est la chaîne officielle du régime Assad jusqu'à sa chute en 2024. Le programme hebdomadaire Syria Insider est diffusé en anglais, en français et en espagnol. Le journal télévisé russe est diffusé quotidiennement. 
Chaînes de télévision nationales et satellites de l'ORTAS :
- Syrian TV ou Télévision Syrienne (depuis 1995), aussi appelée Syrian Satellite Channel, distribuée par la télévision numérique terrestre (TNT)
- Chaîne Locale Syrienne (depuis 2022), distribuée par la télévision numérique terrestre (TNT)
- Noor Al-Sham (religion; depuis 2011), la chaîne entend « transmettre une compréhension large et authentique de l'islam et de ses règles juridiques », selon l'agence de presse arabe syrienne (SANA).
- Syrian Drama TV (depuis 2009)
- Syrian Education TV (depuis 2008)
- Syrian News Channel, also known as Alikhbaria Syria ou Al-Ikhbariyah Syria (depuis 2010), distribuée par la télévision numérique terrestre (TNT)
- Drama 24, distribuée par la télévision numérique terrestre (TNT)
- Sports TV, distribuée par la télévision numérique terrestre (TNT)
- Sakaker Kids TV, distribuée par la télévision numérique terrestre (TNT)
- Syriana TV Radio & TV
- Ugarit TV [ar] (since 2014), une chaîne régionale de Lattaquié ; le centre de radio et de télévision de Lattaquié a été créé en 1987 à l'occasion de l'organisation des Jeux méditerranéens de 1987.

Anciennes chaînes de l'ORTAS :
- Channel 1 ou Télévision Arabe Syrienne, chaîne historique terrestre lancée en 1960 et arrêtée en 2012 ;
- Channel 2 (arrêtée en 2012) ;
- Syrian Medical TV (arrêtée en 2016) ;
- Talaqie TV (arrêtée en 2016).

### Radio
La radiodiffusion a commencé dans la première République syrienne au moment de son indépendance, le 17 avril 1946, sur ondes courtes. Dès 1942, Radio Damas, homologue de Radio Levant à Beyrouth, au Liban, existait dans le cadre du mandat français de la Société des Nations.
Les programmes radiophoniques nationaux comprennent :
- دمشق, Iḏāʿa Dimašq - Radio Damas (depuis 1947)
- صوت الشباب, Ṣaut aš-Šabāb - « Voix de la Jeunesse » (depuis 2002)
- سوريان, Sūryānā (depuis 2015)
- Ancienne station de radio :
  - صوت الشعب, Ṣaut aš-Šaʿb - « voix du peuple » (1979-2017)

Les programmes radiophoniques régionaux sont les suivants (du nord au sud) :
- Radio Sanabel FM, à Al Hasakah
- Radio Aleppo FM, à Alep
- Radio Amwaj FM, à Lattaquié
- Radio Tartus, à Tartus
- Radio Zenobia, à Homs
- Radio Al Karma, à As-Suwayda

Le radiodiffuseur international Radio Damas existe depuis 1957. Selon les fréquences annoncées dans le programme, la FM (VHF) et l'AM (ondes moyennes) sont diffusées.